# Tămâioasă Românească
Tămâioasă Românească (Moscatel rumano) es una variedad de uva rumana utilizada para la producción de vinos aromáticos, Tămâioasă son vinos dulces o semidulces naturales, con un contenido de alcohol de 12% -12,5%. En Moldavia, se conoce como Busuioacă albă . 
El vino, que es de un color amarillo dorado, tiene un pronunciado aroma floral parecido a la miel. Por su dulzura natural se suele consumir como postre.